# Tuberculefferia producta
Tuberculefferia producta là một loài ruồi trong họ Asilidae. Tuberculefferia producta được Hine miêu tả năm 1919. Loài này phân bố ở vùng Tân Bắc giới.